# Combat Spirituel
Combat Spirituel (franz. = spiritueller Kampf), auch Fondation Olangi-Wosho (F.O.W.) genannt, ist eine religiöse Gruppe der Pfingstbewegung mit Schwerpunkt in der Demokratischen Republik Kongo und Ablegern in Europa, die durch Joseph Olangi und Elizabeth Wosho begründet wurde. Sie ist wiederholt wegen teils gewaltsamer Exorzismusriten an „Hexen-Kindern“ in den Blickpunkt öffentlicher Kritik geraten.

## Geschichte
Joseph Olangi N'koy U'de, geboren am 14. August 1948 in Lodja in der späteren Demokratischen Republik Kongo, wurde als Informatiker an der Katholischen Universität Löwen ausgebildet. Elisabeth Wosho Oyumbe, geboren am 19. November 1950 in Katako Kombe, hat eine Ausbildung im Textilbereich und einen Studienabschluss in Soziologie. Das Paar hat 1969 in Lüttich, Belgien, katholisch geheiratet, hat sieben Kinder und ein Enkelkind. Zeitweise leben sie in Südafrika.
Combat Spirituel soll durch die Offenbarung Gottes an Elizabeth Wosho entstanden sein, die den Auftrag von Gott bekommen habe, ihm alle Ehre zu machen und sein Wort in der Welt zu verkünden.

## Struktur
Die Kirche wird von einer 1993 gegründeten Stiftung, der „Fondation Olangi-Wosho“, getragen. Sie besitzt über 60 Niederlassungen in 25 Ländern, darunter in Deutschland mit Sitz in Berlin, Bonn-Köln und München und der Schweiz (Lausanne). Hauptsitz und größte Gemeinde in Europa ist Paris (Frankreich), umfangreich ist auch die Gemeinde in London. Weitere Gemeinden finden sich vor allem in West- und Zentralafrika sowie in Amerika und Asien.
Die Stiftung (F.O.W.) wird in drei Gruppen unterteilt, für Frauen die „Communauté Internationale de Femme Messagere en Christ (CIFMC)“, deutsch: „Internationale Gruppierung der Botinnen Christi“, für Männer „Peniel“ (französisch für Pnuel, nach Genesis 32:31, Bedeutung des Namens: Angesicht Gottes) sowie der Jugendorganisation „Jeuneusse Chrétien Combattante (J.C.C.)“, deutsch: „Kämpfende Christliche Jugend“.

## Bedeutung
Combat Spirituel gilt als „eine der mächtigsten und reichsten Pfingstkirchen Kinshasas“, ihr wohl bekanntester Anhänger ist Joseph Kabila, Präsident der DR Kongo. Allein in Kinshasa hat die Kirche rund 50.000 Anhänger.
Die Kirche gilt darüber hinaus als „Pionierin der Hexenjagden im Kongo des 21. Jahrhunderts“. Anlässlich mehrerer Fälle in Großbritannien sowie der analogen Situation im Kongo geriet die Kirche 2006 in öffentliche Kritik insbesondere in Großbritannien, weil sie teils äußerst gewalttätige Exorzismusriten an Kindern in Europa wie Afrika praktiziere. Sprecher der Kirche bekannten sich zwar zum grundsätzlichen Glauben an kindoki, der Hexerei von Kindern, distanzierten sich jedoch in allen bekanntgewordenen Fällen von den gewaltsamen Exorzismusriten, die einige ihrer Anhänger ausübten.